# Robert Anderson (militair)
Robert Anderson (Louisville, 14 juni 1805 – Nice, 26 oktober 1871) was een officier van het United States Army tijdens de Amerikaanse Burgeroorlog. Voor velen was hij een held die tijdens de eerste slag van de Amerikaanse Burgeroorlog, de Aanval op Fort Sumter, de Noordelijke eer hoog hield door de Zuidelijke aanvallers te weerstaan in april 1861. Na het Zuidelijke bombardement was hij toch gedwongen om het fort over te geven. Na de val van het fort werd Anderson tot brigadegeneraal gepromoveerd. Hij kreeg het bevel over de Noordelijke strijdkrachten in Kentucky. Eind 1861 werd hij overgeplaatst naar Rhode Island. In 1863 vertrok hij met pensioen.

## Beginjaren en opvoeding
Anderson werd geboren in "Soldier's Retreat", bij Louisville, Kentucky. In 1825 studeerde hij af aan de United States Military Academy in West Point (New York), West Point. Hij ontving zijn eerste commissie als tweede luitenant in de 2nd Regiment of Artillery. Hij diende in de Black Hawk oorlog van 1832 als een kolonel van de Illinois volunteers. Terug in het leger diende hij als eerste luitenant in 1833 in de Tweede Seminole oorlog als assistent adjudant generaal in de staf van Winfield Scott. In oktober 1841 werd hij bevorderd tot kapitein. In de Mexicaans-Amerikaanse Oorlog raakte hij ernstig gewond tijdens de Slag bij Molino del Rey. Voor zijn moed werd hij gepromoveerd tot gebrevetteerd majoor. Hij ontving uiteindelijk zijn permanente rang van majoor van de 1st Regiment of Artillery van het reguliere leger op 5 oktober 1857. In 1839 schreef Anderson een handleiding met de titel:Instruction for Field Artillery, Horse and Foot in 1839.

## Loopbaan tijdens de Amerikaanse Burgeroorlog

### Fort Sumter

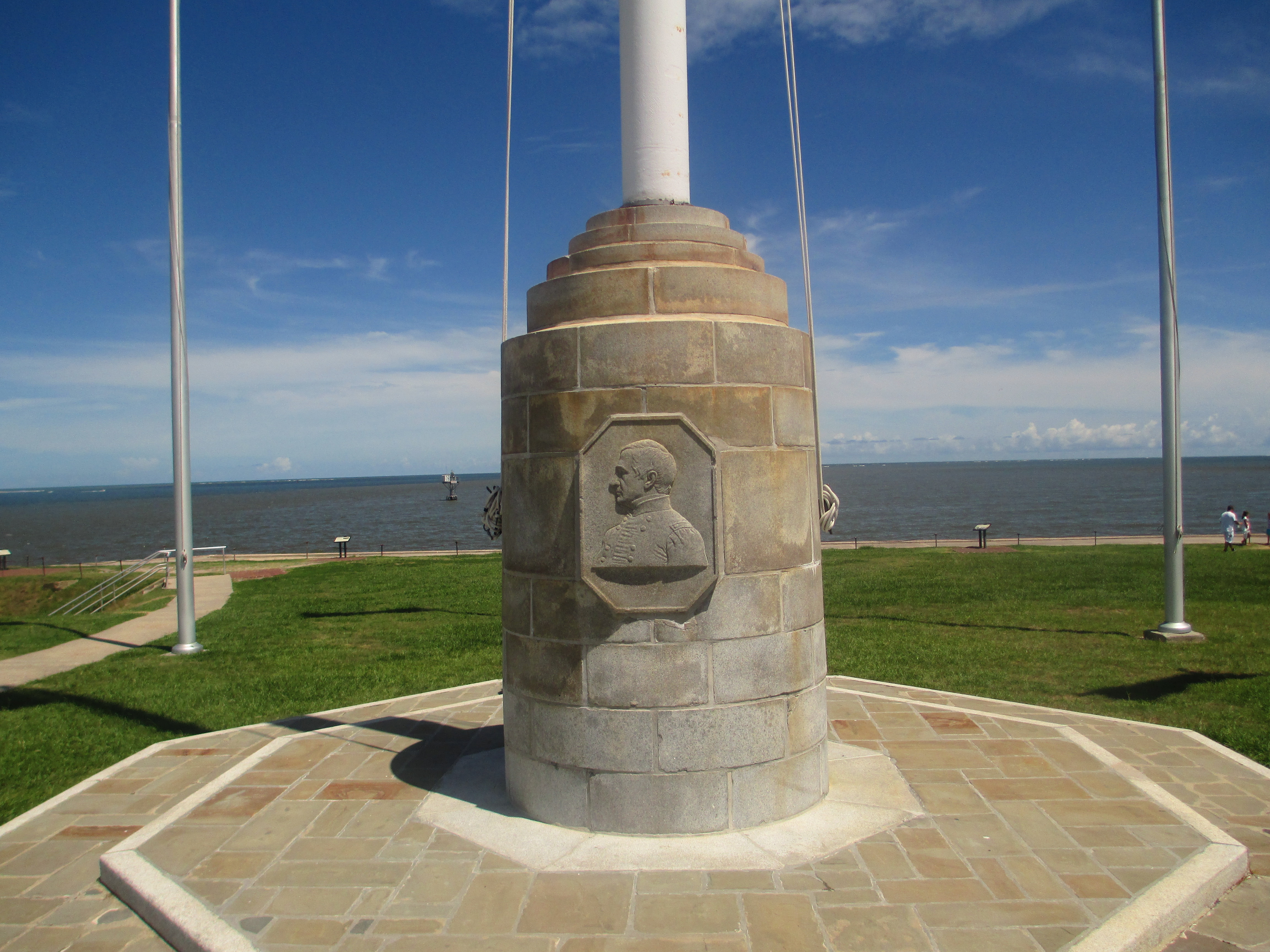
Portret van majoor Robert Anderson op het monument ter nagedachtenis van de aanval op Fort Sumter.

Toen South Carolina zich in december 1860 afscheurde van de unie bleef majoor Anderson, zelf een voorstander van slavernij, trouw aan de unie. Hij was bevelhebber van Charleston, South Carolina. De laatste Noordelijke militaire aanwezigheid in het zuiden. Hij verplaatste zijn klein garnizoen van het onverdedigbare Fort Moultrie naar het modernere Fort Sumter. Dit fort lag in het midden van de baai voor de haven van Charleston. In februari 1861 werden de Geconfedereerde Staten van Amerika onder leiding van president Jefferson Davis gevormd. Hij gaf het bevel tot de inname van het fort. De artillerieaanval werd geleid door brigadegeneraal P.G.T. Beauregard. Hij had nog bij Anderson gestudeerd in West Point. De aanval begon op 2 april 1861 en duurde tot Anderson de witte vlag hees op 12 april 1861. Deze slag opende de Amerikaanse Burgeroorlog. Tijdens de slag sneuvelde niemand. Tijdens de ceremonie tot overgave raakte een Noordelijke soldaat dodelijk gewond bij het afvuren van een eresaluut.

### Status als een nationale held
Door de verdediging van het fort werd Andersons onmiddellijk tot nationale held gebombadeerd. Hij werd bevorderd tot brigadegeneraal op 15 mei. Anderson nam de vlag van het fort met zich mee naar New York waar hij participeerde in de grootste patriottische betoging tot die tijd.  

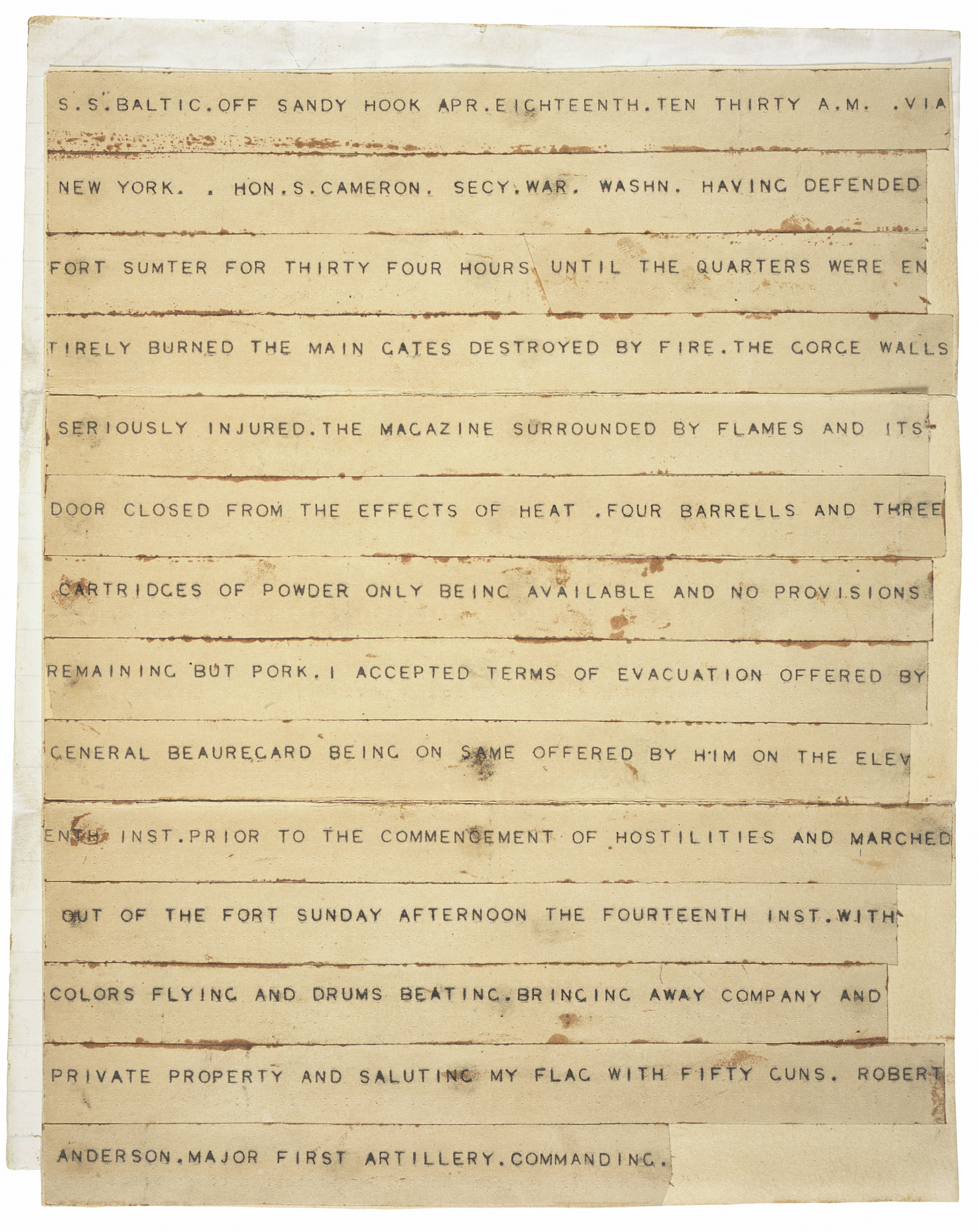
Robert Anderson's telegram announcing the surrender of Fort Sumter.

### Verschillende opdrachten tijdens de oorlog
Anderson werd ingezet in een succesvolle rekruteringscampagne in het Noorden. Daarna kreeg hij het bevel over een ander politiek gevoelig gebied, namelijk het Departement of Kentucky (deze zou later opgaan in het Departement of the Cumberland. Kentucky had zich politiek neutraal verklaard. Hij bekleedde deze functie van 28 mei 1861 tot 7 oktober 1861. Hij werd opgevolgd door William Tecumseh Sherman.
In 1862 werd Anderson verkozen tot ere-lid van de Gezelschap der Cincinnati. Zijn achterneef, ambassadeur Larz Anderson was een vooraanstaand lid van het genootschap.
Andersons laatste militaire aanstelling was als bevelhebber van Fort Adams in Newport, Rhode Island in augustus 1863. Anderson ging met pensioen op 27 oktober 1863. Op 3 februari 1863 werd hij bevorderd tot gebrevetteerd generaal-majoor voor zijn uitmuntende verdediging van Fort Sumter. 

## Burgerleven

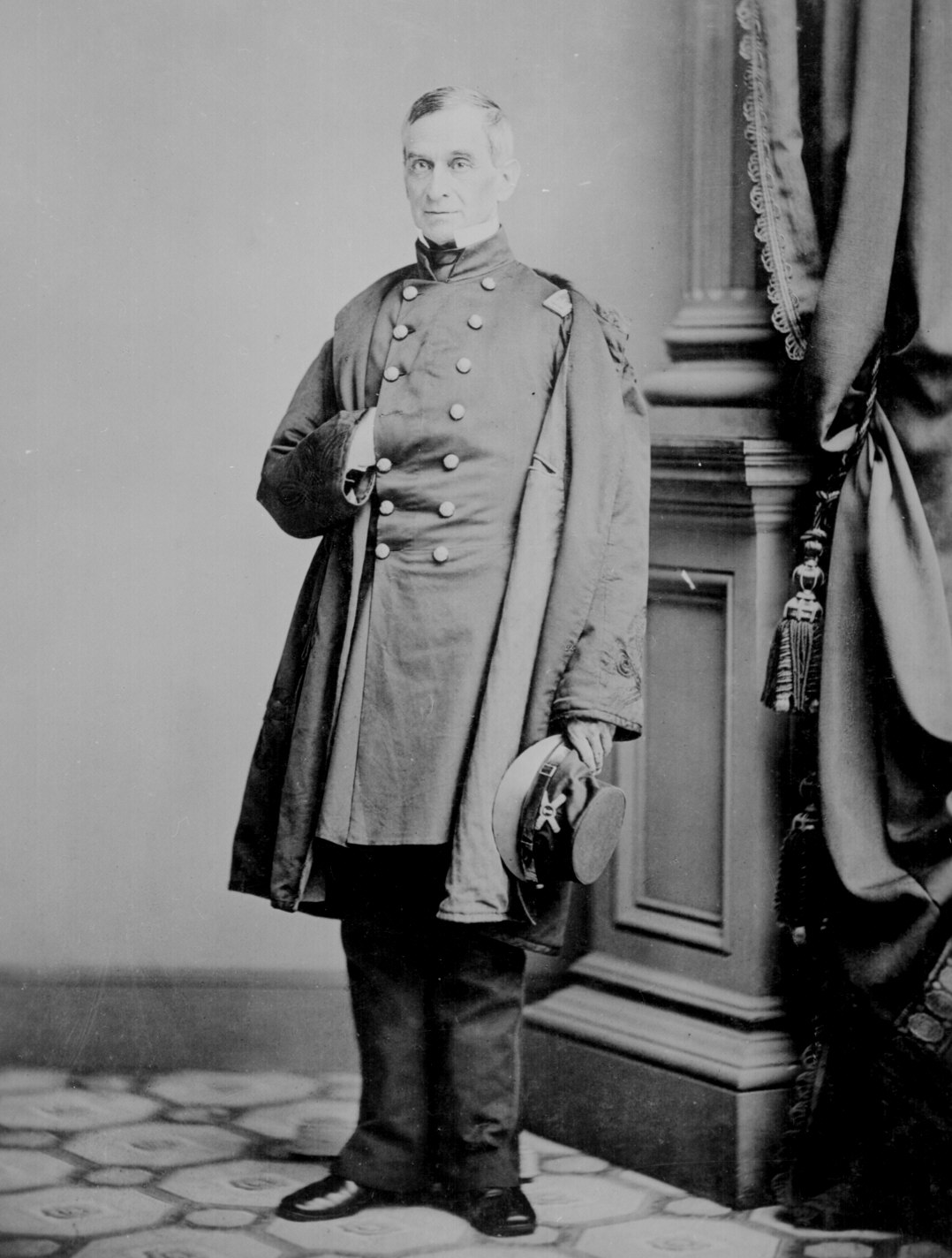
Majoor Robert Anderson, gefotografeerd door Mathew Brady

Na de overgave van Robert E. Lee bij Appomattox Court House en het einde van de oorlog, keerde Anderson terug naar Charleston waar hij op 14 april 1865 de vlag opnieuw boven het fort liep wapperen.
Na de oorlog werd hij lid van de Military Order of the Loyal Legion of the United States. Anderson overleed in Nice, Frankrijk en werd bijgezet in een graf op West Point Cemetery. 

## Militaire loopbaan
- Brevet Second Lieutenant: 1 juli 1825[3]
- Second Lieutenant: 1 juli 1825
- First Lieutenant: 30 juni 1833[3]
- Brevet Captain: 2 april 1838
- Captain: 23 oktober 1841
- Brevet Major: 8 september 1847
- Major: 5 oktober 1857
- Brigadier General of Volenteers: 15 mei 1861
- Ontslag uit actieve dienst wegens verwondingen: 27 oktober 1863[3]
- Brevet Major General: 3 februari 1865[3]

## Aanbevolen lectuur
- Lawton, Eba Anderson, Major Robert Anderson and Fort Sumter, 1861 (New York, 1911).